# Cross-dressing

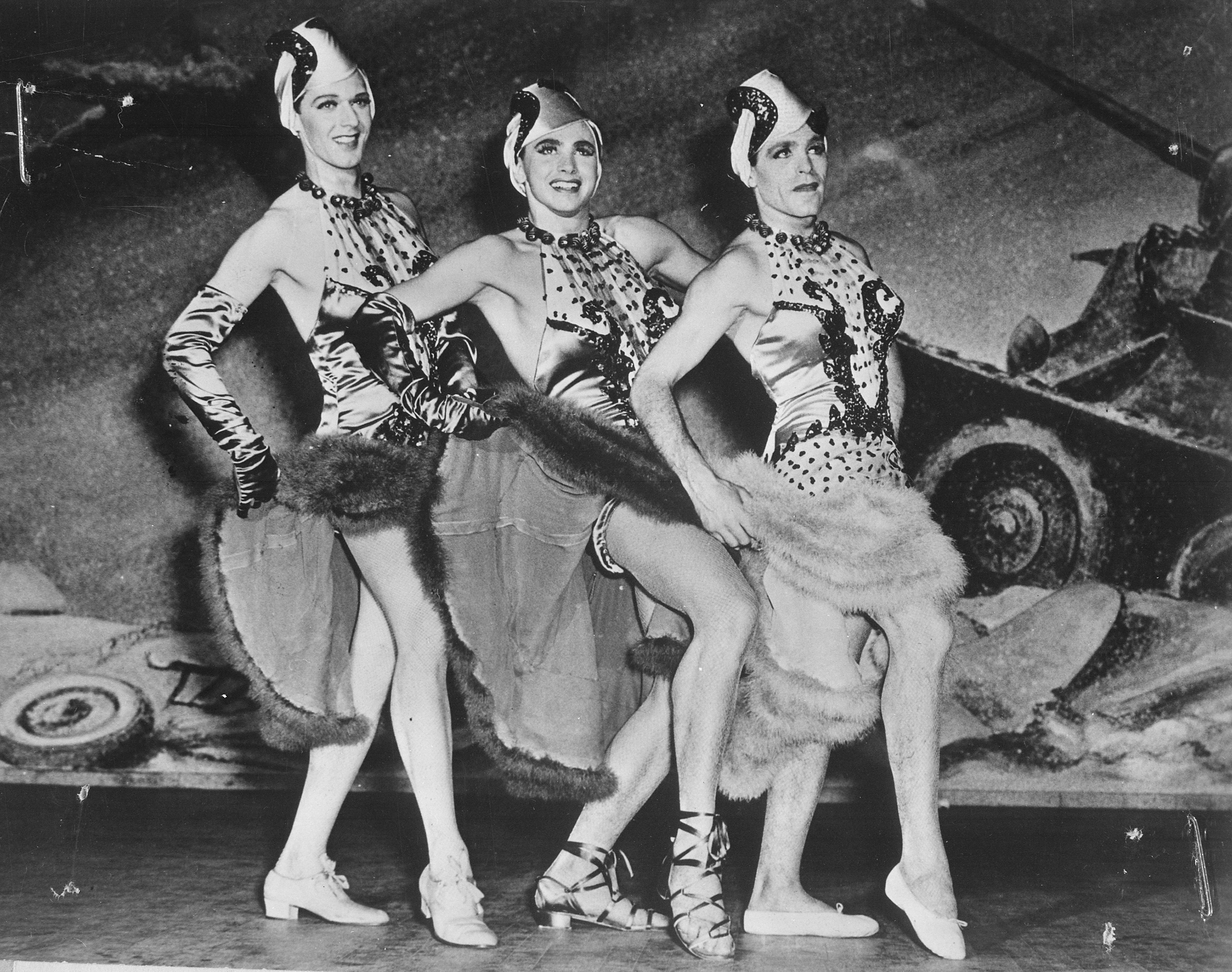
Irving Berlin „This Is the Army, Mr. Jones” w wykonaniu cross-dresserów (1942)

Cross-dressing – czynność polegająca na noszeniu odzieży i innych akcesoriów powszechnie kojarzonych z płcią przeciwną w danym społeczeństwie. Cross-dressing uprawiano w celu kamuflażu, dla wygody i wyrażenia siebie zarówno w czasach historycznych jak i w czasach współczesnych.
Prawie każde społeczeństwo ludzkie w całej historii posiadało role płciowe związane ze stylem, kolorem lub rodzajem odzieży, które dane płcie miały nosić. Analogicznie większość społeczeństw miała zbiór wytycznych, poglądów, a nawet przepisów określających, jaki rodzaj odzieży jest odpowiednie dla każdej płci. 
Termin cross-dressing odnosi się do działania lub zachowania, nie przypisując ani nie sugerując żadnych konkretnych przyczyn lub motywów takiego zachowania. Cross-dressing nie jest równoznaczny z transpłciowością. 

## Terminologia
Zjawisko cross-dressingu to stara praktyka, którą można znaleźć opisaną nawet w Biblii. Jednak terminy opisujące to zmieniają się. Anglosaski „cross-dresser” w dużej mierze zastąpił łacińskiego „transwestytę”, który zaczął być postrzegany jako termin przestarzały i obraźliwy. Wynika to z tego, że termin łaciński był historycznie używany do diagnozowania zaburzeń psychicznych (np. Transwestytyzm fetyszystyczny), a termin anglojęzyczny został wymyślony przez społeczność transpłciową. Oxford English Dictionary podaje 1911 jako najwcześniejszy cytat autorstwa Edwarda Carpentera: „Cross-dressing należy traktować jako ogólną wskazówkę i zjawisko pokrewne dla homoseksualizmu” („Cross-dressing must be taken as a general indication of, and a cognate phenomenon to, homosexuality”). W 1928 roku Havelock Ellis używał zamiennie dwóch terminów: „cross-dressing” i „transwestytyzm”. Najwcześniejsze cytaty dotyczące „cross-dressingu” i „cross-dresserów” to odpowiednio 1966 i 1976 r.

## Historia

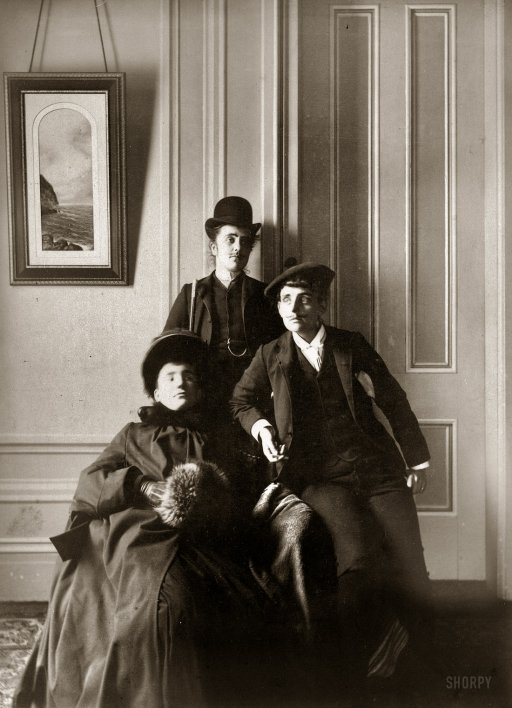
po lewej Frances Benjamin Johnston (po prawej) pozuje z dwoma cross-dressującymi przyjaciółmi; „damę” Johnston identyfikuje jako ilustratora Millsa Thompsona.

Cross-dressing był praktykowany przez większą część zarejestrowanej historii, w wielu społeczeństwach i z wielu powodów. Przykłady istnieją w mitologii greckiej, nordyckiej i hinduskiej. W folklorze, literaturze, teatrze i muzyce istnieje bogata historia cross-dressingu takich jak kabuki i szamanizm koreański. W kontekście brytyjskim i europejskim trupy teatralne były w całości męskie, a żeńskie role podejmowane były przez chłopców. 
Znana jest różnorodność postaci historycznych w różnym stopniu uprawiających cross-dressing. Wiele kobiet odkryło, że musiały przebrać się za mężczyzn, aby wziąć udział w szerszym świecie. Na przykład Margaret King przebrała się za mężczyznę na początku dziewiętnastego wieku, aby uczęszczać do szkoły medycznej, ponieważ nikt nie przyjmowałby studentek. Sto lat później Vita Sackville-West przebrała się za młodego żołnierza, aby „wyjść” ze swoją dziewczyną Violet Keppel, aby uniknąć nękania na ulicy, z którym spotkałyby się dwie kobiety. Zakaz dotyczący kobiet noszących męski strój, niegdyś ściśle stosowany, wciąż odbija się echem w niektórych społeczeństwach zachodnich, które wymagają od dziewcząt i kobiet noszenia spódnic, na przykład w ramach szkolnego munduru lub strojów biurowych. W niektórych krajach, nawet w zwykłych warunkach, kobietom nadal nie wolno nosić tradycyjnie męskiej odzieży. Czasami wszystkie spodnie, bez względu na to, jak luźne i długie, są automatycznie uważane za „nieprzyzwoite”, co może podlegać surowej karze, tak jak w przypadku Lubny al-Hussein w Sudanie w 2009 r. 

## Odmiany

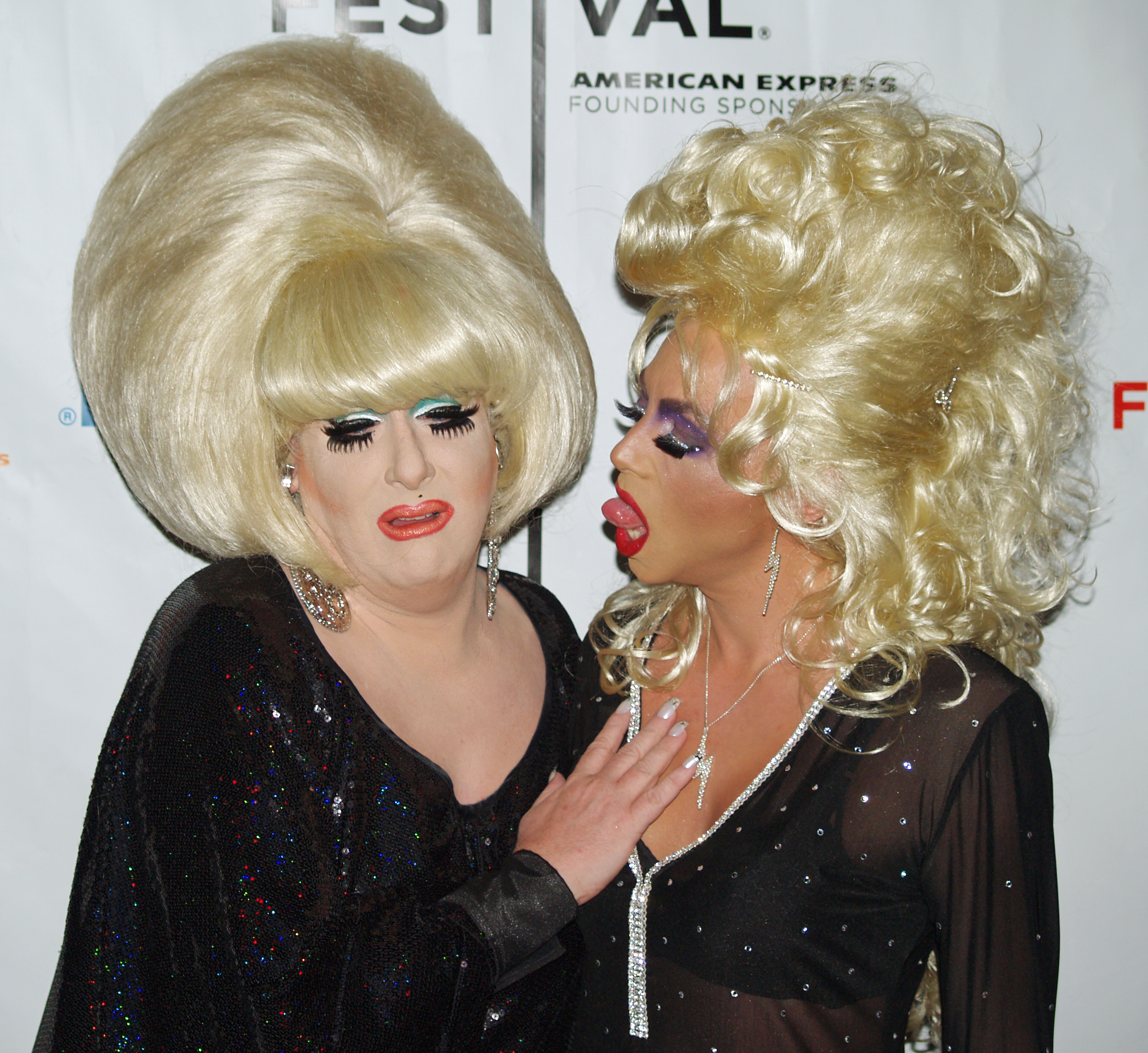
Drag to forma cross-dressingu jako performance'u.

Istnieje wiele różnych rodzajów cross-dressingu i wiele różnych powodów, dla których dana osoba może się w to zaangażować. Niektórzy ludzie wskazują na wygodę lub styl, lub osobiste preferencje dotyczących ubrań związanych z płcią przeciwną. W takim przypadku cross-dressing nie musi być ewidentny dla innych osób. Niektórzy uprawiają cross-dressing, by szokować innych lub kwestionować normy społeczne. Niektóre osoby próbują uchodzić za członka płci przeciwnej, aby uzyskać dostęp do miejsc lub zasobów, inaczej niedostępnych. 

### Przebranie ze względu na płeć
Kobiety i dziewczęta stosowały przebranie ze względu na płeć, by uchodzić za mężczyzn, a mężczyźni i chłopcy za kobiety. Przebranie ze względu na płeć było również wykorzystywane jako narzędzie fabuły w opowiadaniu historii, szczególnie w balladach narracyjnych i jest powracającym motywem w literaturze, teatrze i filmie. Historycznie niektóre kobiety przebierały się, aby podjąć zawody zdominowane przez mężczyzn lub wyłącznie mężczyzn, takie jak służba wojskowa. I odwrotnie, niektórzy mężczyźni przebrani za kobiety uciekali od obowiązkowej służby wojskowej lub stosowali cross-dressing, aby pomóc w protestach politycznych lub społecznych, tak jak mężczyźni w Walii podczas zamieszek Rebecca i podczas prowadzenia Ceffyl Pren jako formy sprawiedliwości tłumu. 
Dziennikarstwo wcieleniowe może wymagać przebierania się, jak w przypadku projektu Self-Made Man Norah Vincent. 
Niektóre dziewczęta w Afganistanie, długo po upadku talibów, nadal są ukrywane przez swoje rodziny jako chłopcy. Jest to znane jako bacha posh. 

### Teatr i spektakl
Zespoły teatralne jednopłciowe często mają niektórych wykonawców, którzy przebierają się, by grać role napisane dla członków płci przeciwnej (role travesti i spodenkowe). Przebieranie się, zwłaszcza mężczyzn noszących suknie, jest często używane do uzyskania komicznego efektu na scenie i na ekranie. 
Drag to specjalna forma sztuki performance oparta na akcie cross-dressingu. Drag queen to zazwyczaj mężczyzna, który występuje jako przesadnie kobieca postać, w podwyższonych kostiumach składających się z efektownej sukni, butów na wysokich obcasach, wyolbrzymionego makijażu i peruki. Drag queen może naśladować znane gwiazdy filmowe lub popowe. Faux queen to kobieta stosująca te same techniki. Drag king jest odpowiednikiem drag queen — jest kobietą, która przyjmuje męską osobowość podczas występu lub naśladuje męską gwiazdę filmową lub pop. 

### Fetysze seksualne

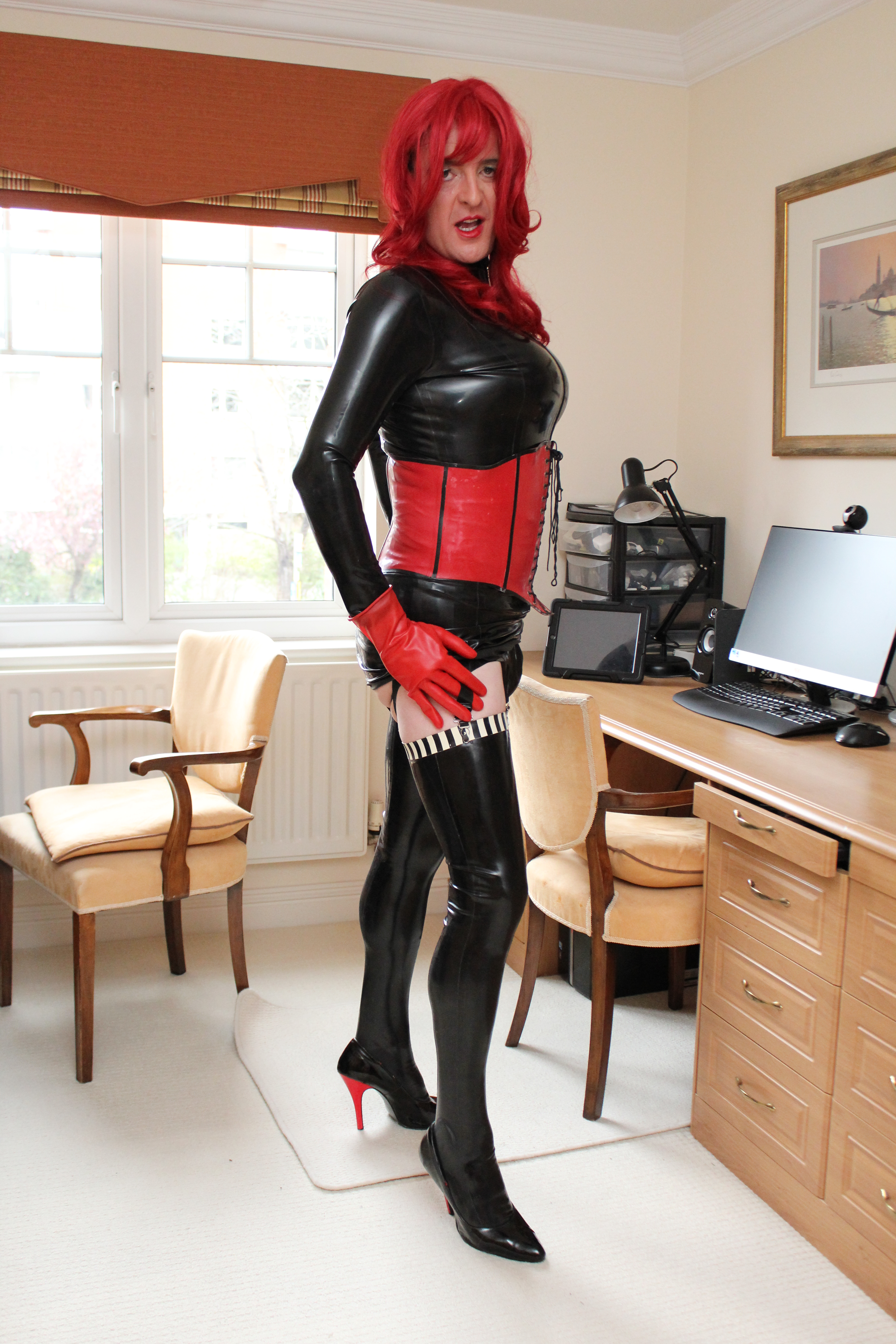
Transwestytyczny fetyszysta ubrany w lateksowe ubrania

Transwestytyczny fetyszysta to osoba, która uprawia cross-dressing w ramach fetyszu seksualnego. Zgodnie z czwartym wydaniem Diagnostycznego i statystycznego podręcznika zaburzeń psychicznych fetyszyzm był ograniczony do heteroseksualnych mężczyzn; jednak DSM-5 nie ma tego ograniczenia i otwiera diagnozę dla kobiet i mężczyzn, niezależnie od ich orientacji seksualnej. 

### Passing
Niektóre osoby, które uprawiają cross-dressing, mogą starać się stworzyć pełne wrażenie przynależności do innej płci, w tym manier, wzorców mowy i emulacji cech płciowych. Jest to określane jako passing lub „próba passingu” w zależności od tego, jak skuteczna jest dana osoba. Jest wiele filmów, książek i czasopism o tym, jak mężczyzna może bardziej przypominać kobietę. 
Inni mogą wybrać podejście mieszane, przyjmując niektóre kobiece cechy i niektóre męskie cechy w swoim wyglądzie. Na przykład mężczyzna może nosić zarówno sukienkę, jak i brodę. Czasami nazywa się to genderfuck. W szerszym kontekście cross-dressing może również odnosić się do innych działań podejmowanych na rzecz określonej płci, takich jak pakowanie (podkreślanie męskiego wybrzuszenia krocza) lub, przeciwnie, tucking (ukrywanie męskiego wybrzuszenia krocza). 